# 首都圏ニュース (テレビ朝日)
首都圏ニュース（しゅとけんニュース）
1. 1975年4月から1979年3月にかけ、テレビ朝日（1977年3月31日までは「NET・日本教育テレビ」）で放送した関東ローカルのニュース番組。ANN首都圏ニュースを参照。
2. 1993年4月から2004年3月にかけて、日曜日11:45から5分間、全国ニュースの直前に放送した関東ローカルのニュース番組。1993年3月までは土曜以外の毎日、ANNニュースライナーのローカルニュース版として放送した。首都圏ライナーを参照。